# イタリア社会共和国

イタリア社会共和国
Repubblica Sociale Italiana (イタリア語)

国の標語: Per l'onore d'Italia（イタリア語）
イタリアの名誉の為に国歌: Giovinezza（イタリア語）
青年

  イタリア社会共和国の支配地域  同時期のイタリア王国支配地域

イタリア社会共和国（イタリアしゃかいきょうわこく、Repubblica Sociale Italiana、RSI）は、1943年9月から1945年4月までローマ以北のイタリアに存在した国家である。成立当初は北部・中部イタリアを支配地域とする、第2のイタリア・ファシズム政権であったが、実質的にはドイツの傀儡国であり、親衛隊やドイツ国防軍の強い統制を受けた。
サロ共和国（Repubblica di Salò）とも呼ばれるが、これはRSIが建国初期にガルダ湖湖畔の町サロに政府をおいていたためである。法律上の首都はローマであったが、実務上の首都もサロから状況に合わせてブレシアやガルニャーノ、ヴェローナなどに遷都が繰り返され、最終的にはミラノに政府中枢が設置されていた。

## 歴史

### クーデターと休戦

RSI軍の軍旗。ファスケスをつかむ銀の鷲をあしらっている。
正式な国旗は、上記のように無紋章のトリコローレ（現在のイタリア国旗と同じ）であったが実際にはほとんど使われず、代わりに軍旗がプロパガンダを意図して一般的に用いられた。

第二次世界大戦で、ドイツの同盟国（枢軸国）として参加したイタリア王国は、連合軍のシチリア島上陸で本国占領の危機にさらされた。ここに至ってヴィットーリオ・アンブロージオ参謀総長やジュゼッペ・カステラーノ将軍らイタリア王国軍内部の休戦派とファシスト党穏健派、それに敗戦による王政廃止を恐れる王党派が反ムッソリーニで結び付いた。1943年7月25日、徹底抗戦を主張するベニート・ムッソリーニは国王と共謀した反対派勢力の政治的クーデター（グランディ決議）で首相職を解任され、グラン・サッソのホテルに幽閉された。
後継の首相となったピエトロ・バドリオ元帥はドイツに戦争の継続を約束しつつ、連合国との間で休戦交渉を進め、9月2日に休戦協定を極秘裏に締結した。しかし公表の時期をめぐってイタリア側の対応が定まらず、9月8日に連合軍のドワイト・D・アイゼンハワー大将が了承なくイタリアとの休戦成立を公表し、バドリオ政府もこれを追認した。これにより前線の軍部隊は唐突に戦いの終わりを知らされる格好になった。ドイツのアドルフ・ヒトラーは、かねてから計画していたイタリア北中部への進駐（アッシェ作戦、アラリック作戦）を発動、ドイツ国防軍はイタリアと、南仏・バルカンのイタリア占領地域へ進駐する。国王と政権の閣僚達はローマを捨てて連合軍の占領地域に避難した。

### RSI政府の樹立

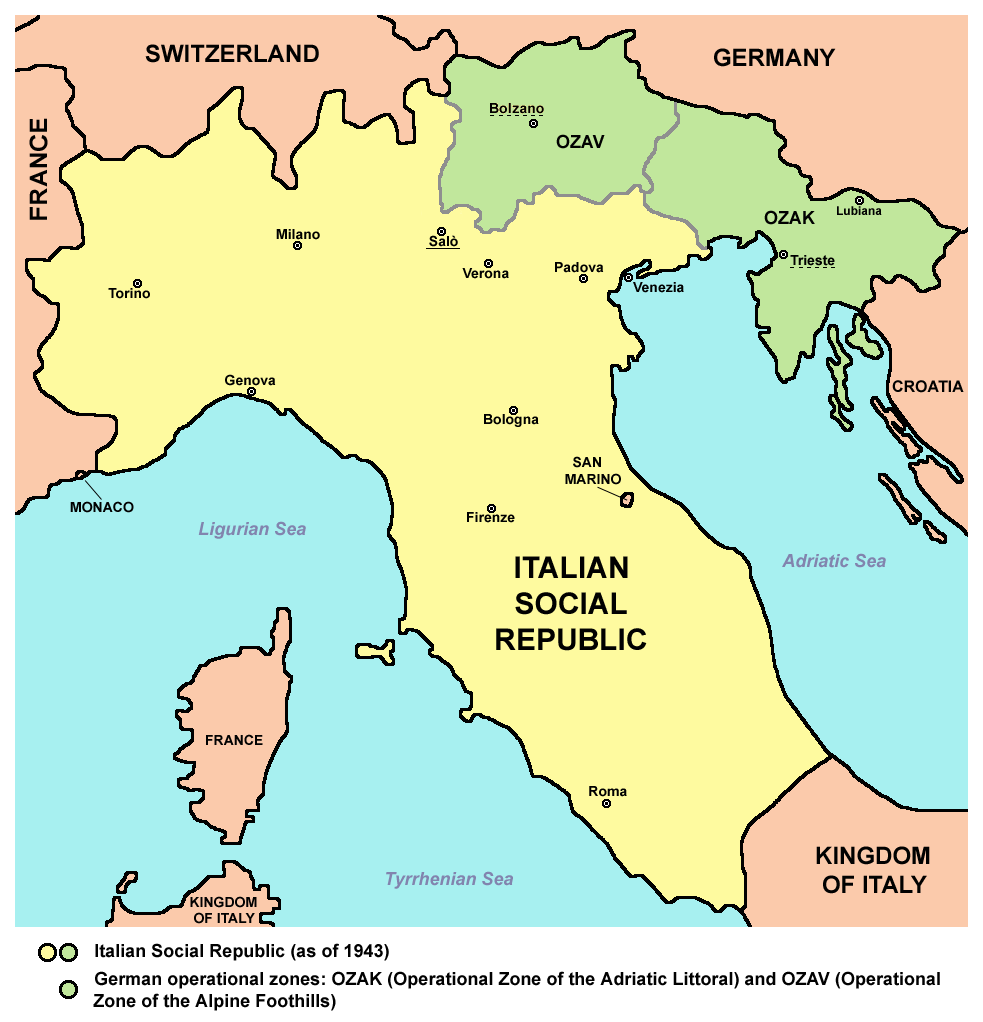
1943年当時の北イタリア。
イタリア社会共和国支配地域
ドイツ占領地域

イタリア地方に進駐を開始したドイツ国防軍であったが、バドリオ政権が寝返った以上、統治する上において同じファシストを奉ずる勢力を作る必要があり、その白羽の矢を旧友ムッソリーニに立てた。ヒトラーの思惑の下、ドイツ国防軍のオットー・スコルツェニー率いる特殊部隊による9月12日のグラン・サッソ襲撃で救出されたムッソリーニは、9月15日に東プロイセンのラステンブルクでヒトラーと会談し「ファシズムに基づいた共和制国家」の樹立に同意、9月18日に共和ファシスト党を創立、9月23日にムッソリーニを国家元首とするイタリア社会共和国が建国された。この国家は、ムッソリーニが元首と外務大臣を兼務し、形の上ではムッソリーニの独裁体制を復活させた。ムッソリーニは胃癌により衰弱していたが、ヒトラーはミラノやトリノ、ジェノヴァなど北イタリアの大都市を破壊するより有効に活用したいと考えていた。
ムッソリーニとファシスト党の強硬派によって築かれた新国家は王国政府の休戦を「不名誉な裏切り」と非難し「名誉ある継戦」を主張、イタリアはローマ以北のイタリア社会共和国とローマ以南のイタリア王国に分かれての内戦状態に突入した。イタリア社会共和国は枢軸軍が占領していたローマを法的な首都に定めたが、治安上の問題からミラノとヴェネツィアの中間に位置するサロを臨時首都とした。
枢軸国側は即座に新政権を承認し、日本は大使館をヴェネツィアに置いた（大使は日高信六郎）。中立国であったスペイン、ポルトガル、アルゼンチンは承認しなかったものの、非公式な関係を持っていた。しかし、ドイツと深い関係にあったフィンランドやヴィシー政権さえも承認を行わなかった 。バチカンも承認しなかった。

### 衛星国としての出発
独立国として組織されたイタリア社会共和国であったが、実質的にはドイツの影響下に置かれた傀儡政権であった。北東部はドイツ軍による占領下に置かれ、なかでも旧オーストリア領であった南チロル地域の一部は実質的なドイツ側の支配が推し進められつつあった。工業地帯で生産された銃器や輸送車両、残っていた備蓄物資のみならず、農作物までがドイツ本国用の配給物として持ち出された。さらには軍事には関係のない美術品までも接収されるなど、半ば占領地のような扱いまで受けた。また通常ドイツの占領下に設置される親衛隊の親衛隊及び警察指導者（「イタリア」親衛隊及び警察最高級指導者、ドイツ語: Höchster SS- und Polizeiführer „Italien“）が設置され、カール・ヴォルフ親衛隊大将がその任に当たった。ムッソリーニ自身も建前上は独裁者として振舞ったが、自らの実情が「ロンバルディア・ナチス」の指導者に過ぎないことを自覚していた。税収確保や憲法など国の根幹部分も未整備で、ドイツによる占領統治と同質の状況下であった。
ドイツはムッソリーニの挫折したファシスト体制の復興を治安維持の円滑化以上に見なさず、ユダヤ人弾圧政策などイタリア・ファシズムが乗り気でなかった行為を強硬に推し進めた。またヒトラーはムッソリーニに自身の罷免に賛同したファシスト党幹部への粛清を強制し、最終的にムッソリーニはエミーリオ・デ・ボーノ将軍や娘婿でもあるガレアッツォ・チャーノ外相らを始めとするクーデターに参加した閣僚や将軍らを処刑した。

### 経済政策
RSI政府は労働組合とストライキを禁止しつつも、労働者階級に一層の人民主義を訴えた。ムッソリーニは資本主義によってもたらされる多くの決定が国を不幸にしていると演説した。彼は北イタリアの民衆が望むなら、王党派との協力で歪んだファシスト体制を本来の形（＝修正マルクス主義の発展）へと戻すと宣言した。演説の中でムッソリーニは自らが幼少期から青年期に至るまで培って来たカール・マルクスへの心酔を捨てたことは一度としてなかったし、これからもないと断言した。1940年に企業の完全国営化を推進する予定でいたが、戦争に関する理由からこれを延期していたと述べた。

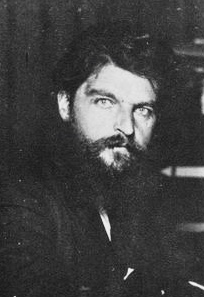
「経済の社会化」を推進したニコラ・ボンバッチ

RSI政府は君主制の撤廃に続き、100人以上の社員を持つ会社すべてを国営化する路線を進めた。経済政策は、社会党時代の友人でマルクス主義理論家のニコラ・ボムバッチが作成した経済理論に基いて行われた。これは「経済の社会化」と呼ばれている。ムッソリーニはヒトラーとの個人的友情を背景にドイツからの支援を引き出していたが、両者の遣り取りの中でムッソリーニは同じマルクス主義からの派生を信奉するソヴィエトよりも、資本主義・民主主義のイギリスの方が本質的にファシズムの敵対者であると発言した。
イタリアの労働者集団のうち、残っていた社会主義者や共産主義者の多数は、この経済の社会化を欺瞞とみなし、1944年3月1日の大規模ストライキを起こした。

### 大戦末期の抵抗
ムッソリーニは枢軸国側の敗北が決定的となる中で、「ミラノを南部戦線のスターリングラードにせねばならない」と訓示するなど、諦観の漂う演説を兵士達に行っている。ドイツ国内やスイスでの亡命政権樹立も検討されたものの、国内で最後まで抵抗を組織することが議決され、実際にイタリア社会共和国軍はより良い成果を上げて連合軍を苦しめた。イタリア社会共和国軍の各部隊は元々パルチザン掃討を期待されてドイツ国防軍から創設を段階的に許可されたが、その戦果は当初予想されていたものをはるかにしのぐものだった。
既に旧イタリア軍兵士やカラビニエリの残党兵が義勇軍を各地で組織しており、国防大臣であったロドルフォ・グラツィアーニ元帥は義勇軍の一本化と平行してドイツ国防軍の支援の下、新たな正規軍（ENR）の編成を進めた。1943年10月16日にドイツ陸軍とラステンブルク軍事協定が締結され、ドイツ国防軍式の訓練と装備を導入することが決まった。この協定によりRSI正規軍4個師団の編成が決まり、RSI軍は自主的な義勇軍部隊と他国軍の支援による正規軍部隊という二つの要素を持つことになった。また陸海空軍とは別に、治安を専門とする国家憲兵ともいうべき部隊も各所で組織され、戦列に加わった。
正規軍の内、3個師団はRSI軍の中核を成すリグリア軍集団（ピエモンテ州駐屯）に編入され、第4師団「イタリア」のみがアブルッツォ州に駐留する独第14軍に加えられた。1944年12月26日に第1師団『モンテ・ローザ』と第3師団『サン・マルコ』は冬の嵐作戦で米第92歩兵師団「バッファロー」への攻撃を割り当てられた。両師団の攻撃は成功に終わり、米第92歩兵師団は損害を受けて敗北した。1945年2月に再び米第92歩兵師団はRSI軍と今度は攻め手として相対したが、第4師団「イタリア」に敗北して前進に失敗した。
ドイツ国防軍内に創設されたイタリア人義勇兵団「第一イタリア」も極めて良好な結果を出し、アンツィオの連合軍包囲網を破ってドイツ軍が脱出する時間を稼ぐ大功を果たした。親衛隊全国指導者ハインリヒ・ヒムラーは「同兵団は今や完全に武装親衛隊の一部となった」と賞賛して、同部隊を武装SS所属の擲弾兵旅団に格上げした。

### 崩壊
1945年4月、ヴォルフ親衛隊大将とイタリア戦線の主戦力であるC軍集団のハインリヒ・フォン・フィーティングホフ大将は連合軍への降伏を決定した。ドイツ国防軍の降伏はRSI政府にも通告されず、知りえたのはRSI軍の一部部隊のみであった。4月25日（パルチザンはこの日を「自由の記念日」と呼んだ）、RSI政府は事実上の政権崩壊に追い込まれた。元首ムッソリーニも4月27日に拘束され、法的裏付けを持たない略式裁判を経てパルチザンに射殺された。RSI軍は4月29日まで抵抗を続けた後、グラツィアーニ元帥の署名で降伏に同意した。

## 軍隊

### 陸軍

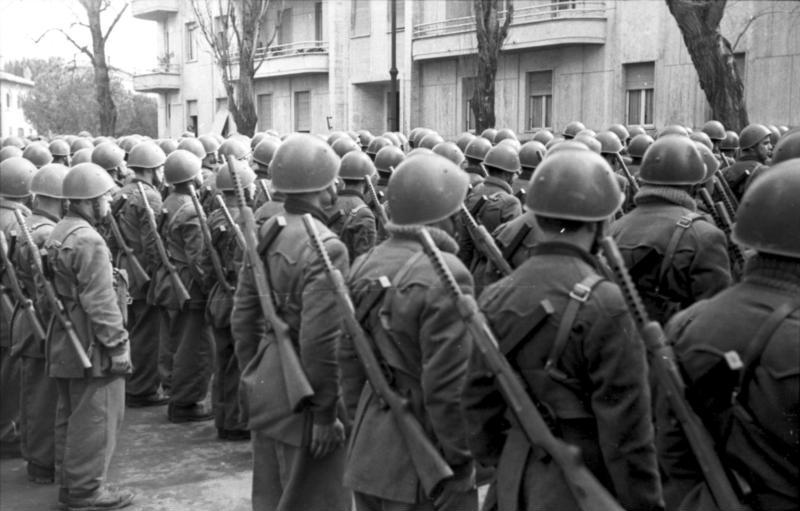
閲兵を受ける陸軍部隊

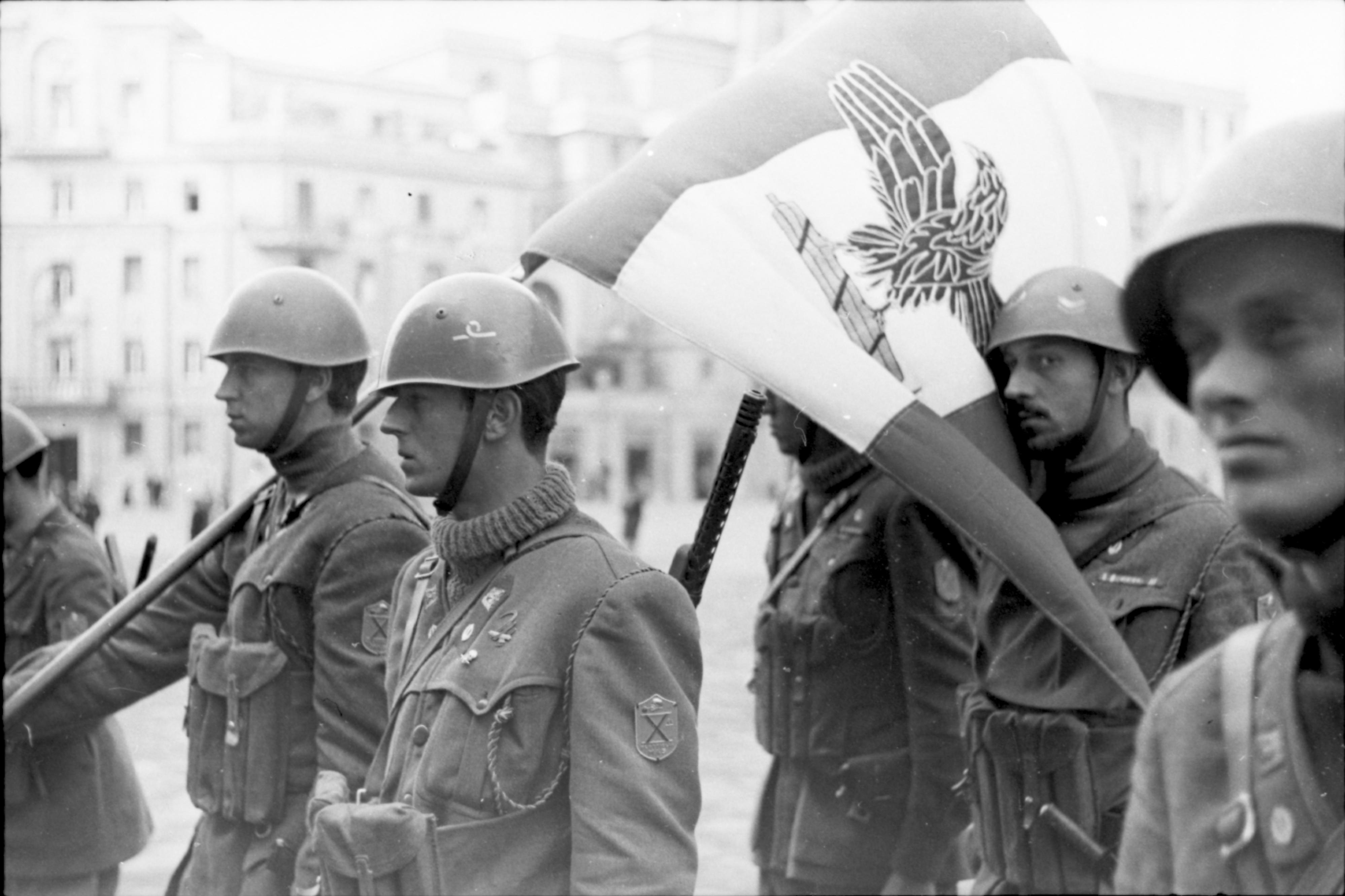
軍旗はイタリア国旗に鷹とファッショが描かれた物が使用された

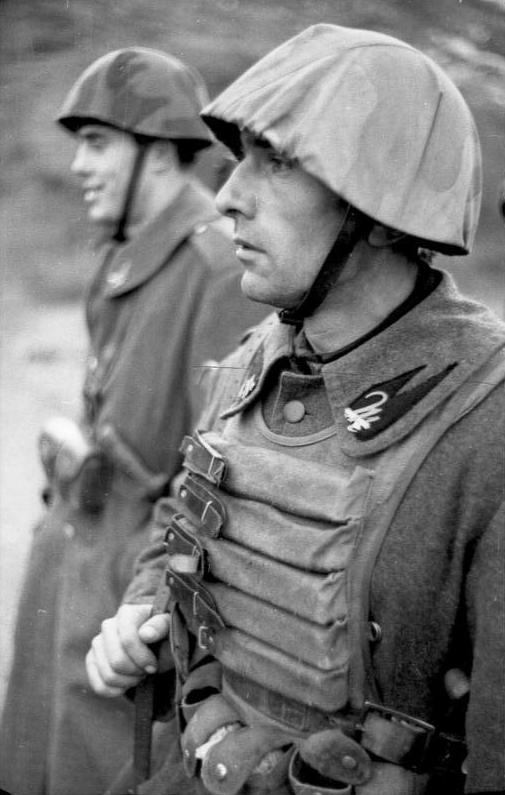
サブマシンガン用マガジンベスト「サムライ」を装備するイタリア社会共和国兵（1944年、東プロイセン）

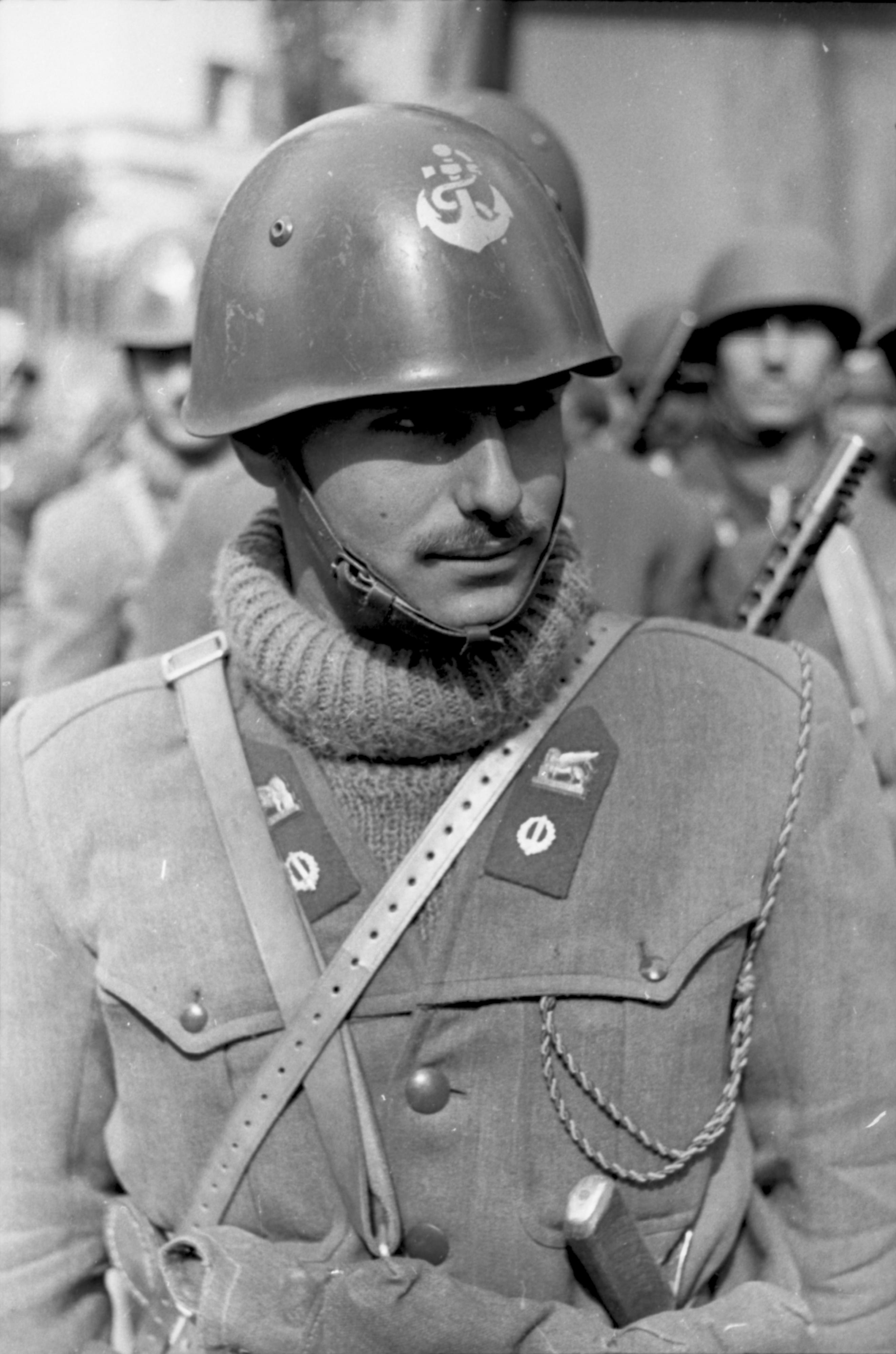
サン・マルコ海兵師団兵

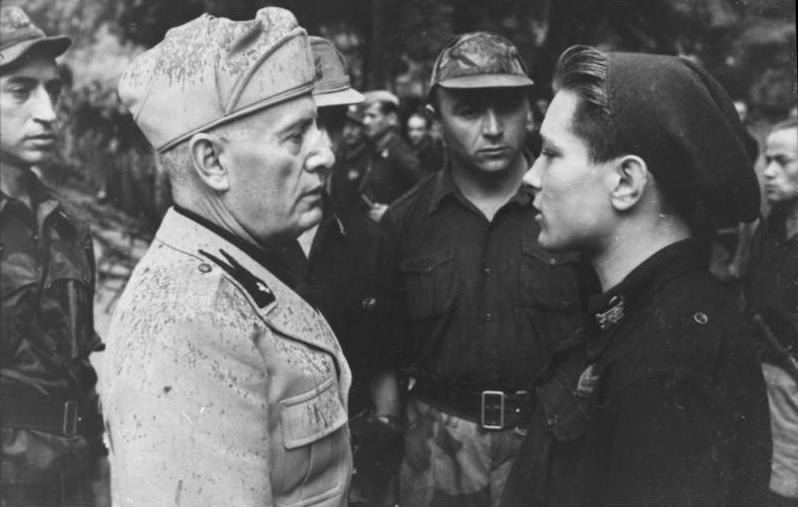
治安部隊兵士と話すムッソリーニ

#### 正規軍部隊

##### 第1師団『モンテ・ローザ』 - アルピーニ（山岳兵）部隊
1943年11月、南ドイツ・ムンツィンゲン練兵場で旧イタリア軍の山岳兵1000名を中心として組織される。
新兵が合流していくにつれて部隊規模を拡大し、最終的には1万7000名もの大部隊へと発展した同師団は他のENR部隊同様、ドイツ国防軍式の訓練を受け、対戦車戦闘なども想定した厳しい再訓練を施された。
装備もモーゼルKar98k小銃やパンツァーシュレックなどドイツ国防軍の兵器で固めた「モンテ・ローザ」師団は本国に帰還し、リグリア地方軍（グラツィアーニ元帥指揮）へ配属され、1944年10月のゴシックライン防衛戦で初陣を飾る。モンテ・ローザ師団は得意の山岳戦を担当し、連合軍のブラジル軍師団に手痛い打撃を与えるなど戦果を挙げる。1944年の暮れに開始された「冬の嵐」作戦では独第148擲弾兵師団と「フレッター・ピコ戦闘団」を形成、他のRSI軍部隊と共に獅子奮迅の活躍を見せ、友軍たるドイツ国防軍のうち独第285擲弾兵連隊で士気低下による脱走兵が大量に発生（同師団はアルザス出身の兵士で占められていたという）するなど不利な状況下ながら、優勢な連合軍を大いに苦しめ翌年の4月までその足止めに成功した。
ドイツ国防軍司令部からも同作戦での勇戦を賞賛され、多くの兵士が二級鉄十字章を与えられた『モンテ・ローザ』師団であったが、1945年4月以降の状況下はもはや一個部隊では何ともし難く、最高指導者ムッソリーニが処刑されRSI政府が崩壊する前後にパルマで連合軍に降伏した。
ちなみにその際の武装解除を担当したのは、他でもない前述のブラジル軍部隊であったというエピソードが残っている。
また一部部隊はパルチザン戦に投入され、ピエモンテ州やアルプス国境のレジスタンス部隊の鎮圧に活躍した。

##### 第2師団『リットリオ』 - 歩兵師団
旧イタリア陸軍の師団名を引き継いだ「リットリオ」師団は、1944年4月にヴェストファーレン練兵場で組織された。
アゴースティ将軍の指導の下にドイツ国防軍式の訓練を受け、ドイツ製の装備を受領した同師団は本国帰還から間もなくゴチックライン防衛に投入、主に戦線後方での対パルチザン戦を担当した。その後はピエモンテ州に移動し、自由フランス軍やアメリカ軍との山岳戦に従事している。
編成運用ともに歩兵師団である同師団であるが勇ましく擲弾兵と言い換えられていた。ドイツ国防軍の擲弾兵と同様である。

##### 第3師団『サン・マルコ』 -海兵師団
名称は、旧イタリア海軍の精鋭部隊として名を馳せた海兵師団に由来する。
本師団は最初から純粋な陸軍部隊として編成されているという違いこそあったものの、兵員のほとんどは海軍の海兵隊出身者や同じく精鋭と知られたデチマ・マス海兵師団出身者から構成されており、イタリア海軍海兵師団の伝統を引き継ぐにふさわしい陣容を備えていた。
グラーフェンヴェール練兵場で訓練を受けた同師団はファリーナ将軍の指揮の下にリグリア地方軍に編入、ジェノヴァ防衛戦や対パルチザン戦闘に投入された後にガルファーニャの戦闘に参加した。冬の悪天候の中、米第92師団に果敢な戦いを挑んで戦功を挙げ、同地の防衛に大きく寄与した「サン・マルコ」師団は、独イタリア防衛軍司令部より感状を贈られている。

##### 第4師団『イタリア』 - 歩兵師団
1943年11月にヴュルテンベルク練兵場で組織された「イタリア」師団は訓練終了後、本国に帰還するとカルローニ将軍指揮の下、ゴシックライン防衛線に投入された。「モンテ・ローザ」師団や「サン・マルコ」師団らが担当していた地域を新たに任された同師団は9輌のM42突撃砲など数少ない対戦車車両を頼りに粘り強い防衛戦を展開し、1945年4月末に弾薬・物資の枯渇によりポー平原に後退するまで長きに渡って戦い抜いたが、終戦間際にフォルノーヴォで連合軍に降伏、短い部隊の歴史に幕を下ろした。

#### 支援軍部隊

##### 第8ベルサリエリ義勇連隊『ルチアーノ・マナーラ』
第1ベルサリエリ大隊と他の義勇兵部隊と統合する形で連隊に格上げされ、ヴェローナにて組織された義勇軍部隊。
指揮官にはフィッチーニ大佐が任命され、三個大隊を擁する同連隊は各戦闘に参加していく。
第1大隊『B・ムッソリーニ』はカヴァレッティ少佐を大隊長にユーゴスラビアのチトーパルチザンとの戦いに投入され、後にイタリアからチトーの支援に訪れたイタリアパルチザン『ガリバルディ旅団』とも銃火を交えた。1945年には「ガリバルディ旅団」の撃退に成功しているが枢軸国敗戦により退路を失い、戦後成立したチトー政権に戦犯として拘束され、過酷な捕虜生活を強いられた。第2大隊『G・マメーリ』は正規軍の第4師団「イタリア」の補充兵としてガルファーニャ戦線に派遣され、同師団と運命を共にした。第3大隊『E・トーティ』は本拠ヴェローナの防衛に徹し、ムッソリーニ処刑による政権崩壊に伴い解散した。
ベルサリエリは狙撃兵や銃兵の意味で、軽歩兵に相当し、精鋭とされた。

##### 『サン・ジウスト』装甲隊
1941年からユーゴのイタリア軍部隊に所属し、休戦後はゴリツィアに駐屯していたテグネッティ陸軍大尉率いる二個戦車中隊を前身に発足された。スパラートで僅かな装備の補充を受けた装甲隊「サン・ジウスト」はユーゴへときびすを返し、スロヴェニアで反乱軍との戦いを再開する。大戦末期には国土防衛のため、イタリア本土へ召還され北進する連合軍とも戦闘を行った。ムッソリーニ処刑による政権崩壊に伴い降伏する。

##### 『レオンチェッロ』装甲隊
イタリア・ロシア派遣軍帰りのズッカーロ騎兵大尉の指導の下、ポルペンナーゼで結成。
司令部中隊、中戦車中隊、軽戦車中隊から編成され、後方警備と治安維持に従事した。

##### 第1突撃大隊『フォルリ』
解隊されていたイタリア空軍第101戦闘航空団の残存兵に、『黒き旅団』（治安維持部隊の項で後述）のアレッツォ駐屯部隊を補充兵として加えて結成、すぐにゴシックラインの東部地域に展開した。後に別の義勇兵部隊を加えて四個中隊編成となった「フォルリ」突撃大隊は、ドイツ国防軍の要請で独第278歩兵師団の一員として加わる。ドイツ国防軍司令部は彼らをドイツ国防軍部隊の一員として扱い、ドイツ製の装備を携えた「フォルリ」はその期待に応えるべく各地を転戦し、戦線が後方に下がった後も他のドイツ国防軍部隊の補充部隊として勇敢に戦った。イタリア地方の枢軸軍が総崩れになった1945年4月29日、バッサーノで連合軍に降伏した。

#### 武装親衛隊

##### 第29SS擲弾兵師団『第一イタリア』
第29SS武装擲弾兵師団は、ドイツ国防軍により編成されドイツ国防軍武装親衛隊部隊として運用されており、厳密にはRSI軍部隊ではない。しかし兵員の全てがイタリア人兵士から構成されており、RSI軍と共にイタリア戦線防衛において重要な働きを示したため、記述する。

### 海軍

#### 水上部隊
旧イタリア海軍の大型艦艇と中型艦艇の海軍艦艇の多くは損失したか、連合軍の艦艇となり連合国側に付いたかの二択の道をたどっており、RSI海軍は必然的に海兵部隊と小型艦艇に頼るほかなく、その規模は同じ旧イタリア海軍の中で連合国側に付いた南王国海軍(共同交戦海軍)のわずか20分の1であった。そのうち、小型艦艇は60隻の魚雷艇と20数隻の人間魚雷、そしてポケット潜水艦からなっていた。1944年の春から魚雷艇部隊が盛んに連合軍の輸送ルートを襲撃して補給を遮断する作戦で海上攻撃した。揚陸計画の延滞を狙って輸送艦を度々沈めたり、フランス海軍の駆逐艦を大破させるなど、味方の陸上作戦を支援した。
またポケット潜水艦は1942年頃から遣露作戦の一端として黒海沿岸部で活動しており、そのままRSI海軍としてコンスタンツァに築かれた基地でルーマニア海軍と共同で作戦に従事していた。ソ連軍の侵攻によってルーマニア軍が連合国側に鞍替えすると、RSI海軍の兵士らは潜水艦の獲得を狙ったルーマニア海軍に対し、潜水艦を破壊することでそれに応えた。
なお、旧イタリア海軍はBETASOMと呼ばれる潜水艦基地をフランス大西洋岸のボルドーに有しており、通商破壊戦に従事していた同基地の潜水艦は休戦後はRSI海軍には編入されず、バドリオ派が降伏した際に全艦がドイツ海軍に接収されている。

#### デチマ・マス師団
上述したサン・マルコ師団同様、高い錬度を誇っていた海軍陸戦部隊の名を冠した海兵部隊。
しかし『サン・マルコ』との大きな違いは、その編成に一将官に過ぎないユニオ・ヴァレリオ・ボルゲーゼ司令官が関わっていたことにある。貴族出身でありながら王党派と敵対してファシスト側に参加するという独特な経歴を持つ彼は、6,000名の元隊員から旅団規模の部隊として再建された『デチマ・マス』（伊: Decima MAS）の指揮を委ねられた。部隊は編成から暫くして、バルバリゴ海兵大隊とサンジョルジョ砲兵大隊が投入されたのをきっかけにアンツィオ・ネットゥーノの戦いへ参加し、第29SS擲弾兵師団『第一イタリア』と共に包囲下にあったドイツ国防軍の救援に成功する。その上で連合軍の追撃を振り切りローマにまで後退した『デチマ・マス』はドイツ国防軍・RSI軍の双方から信頼を獲得、師団規模への拡充が進められた。
その後も高い士気を持って各地を転戦した同師団は、行く先々で山岳大隊「ヴァランガ」やベルサリエリ大隊「フルミネ」、空挺大隊「NP」など本来の兵科（海兵）の枠を超えた多種多様な部隊を編入するようになり、後に少数ながら戦車隊も合流する。更には海軍本隊の水雷艇や潜水艦、勇名を馳せた海上特攻機などから水上部隊も編成され、後は航空機部隊が加われば小国の軍隊と化すほどに大規模な部隊に成長した『デチマ・マス』は「ボルケーゼ侯の私兵団」と評されるほどになっていた。
一方で本土決戦の趨勢は大きく連合軍側に傾き、戦いの場が中部イタリアから北部イタリアへと移ろうとしていた。ドイツ国防軍のヴォルフSS大将は防衛線の要とすべく、『デチマ・マス』を仏国境からスロヴェニアまでの全戦域に展開することに決める。「バルバリゴ」のようなベテラン兵の勇戦は無論のこと、徴兵されたばかりの新兵部隊「ルポ」（独ヘルマンゲーリング師団から訓練を受けていた）も、カナダ軍とイギリス軍の戦闘車両を多数撃破しての足止めを行うなど連合軍を苦しめた。だが連合軍の北進は止まらず、フランス人ら同じ南欧からの義勇兵の参陣も空しく、4月27日に主戦力を喪失してイギリス軍に降伏した。

## RSIの大臣のリスト

イタリア社会共和国の象徴、ファスケスを持った鷲

RSI大臣の多くは第二次世界大戦の終結まで生きられなかった。
統領及び首相
- ベニート・ムッソリーニ（1943年9月23日 – 1945年4月25日、1945年4月28日パルチザンにより射殺）

首相府次官
- フランチェスコ・マリア・バラク（イタリア語版）（1943年9月23日 – 1945年4月25日）

国防大臣
- ロドルフォ・グラツィアーニ（1943年9月23日 – 1945年4月25日）

内務大臣
- グイード・バファリーニ・グイーディ（イタリア語版）（1943年9月23日 - 1945年2月21日、1945年7月10日にパルチザンにより射殺）
- パオロ・ゼルビーノ（イタリア語版）（1945年2月21日 - 4月25日、1945年4月28日パルチザンにより射殺）

外務大臣
- ベニート・ムッソリーニが兼務（1943年9月23日 - 1945年4月25日）
外務事務次官
  - セラフィーノ・マゾリーニ（イタリア語版）（1943年9月23日 - 1945年2月23日、1945年2月23日に血液感染により死亡した）
  - ウバルド・アルベルト・メリーニ・ポンセ・デ・レオン（イタリア語版）（1945年2月24日 - 1945年3月26日）
  - フィリッポ・アンフーゾ（イタリア語版）（1945年3月26日 - 1945年4月25日）

法務大臣
- アントニーノ・トリンガリ・カサノヴァ（イタリア語版）（1943年9月23日 - 11月1日、1943年11月1日に狭心症により死亡した）
- ピエロ・ピゼンティ（イタリア語版）（1943年11月4日 - 1945年4月25日）

財務大臣
- ドメニコ・ペレグリーニ・ジャンピエロ（イタリア語版）（1943年9月23日 - 1945年4月25日）

工業生産大臣
- シルヴィオ・ガイ（イタリア語版）（1943年9月23日 - 1944年1月1日）
- アンジェロ・タルキ（イタリア語版）（1944年1月1日 - 1945年4月25日）

公共事業大臣
- ルッジェーロ・ロマーノ（イタリア語版）（1943年9月23日 – 1945年4月25日、1945年4月28日にパルチザンによって射殺）

通信大臣
- ジュゼッペ・ペヴェレッリ（イタリア語版）（1943年9月23日 - 10月5日）
- アウグスト・リヴェラーニ（イタリア語版）（1943年10月5日 - 1945年4月25日、1945年4月28日、パルチザンが射殺）

労働大臣
- ジュゼッペ・スピネッリ（イタリア語版）（1945年1月15日 - 1945年4月25日）

国家教育大臣
- カルロ・アルベルト・ビッギーニ（イタリア語版）（1943年9月23日 - 1945年4月25日、1945年11月19日に肝臓癌により死亡）

大衆文化大臣
- フェルディナンド・メッツァーソマ（イタリア語版）（1943年9月23日 - 1945年4月25日、1945年4月28日にパルチザンが射殺）

農林大臣
- エドアルド・モロニ（イタリア語版）（1943年9月23日 - 1945年4月25日）

共和国防衛軍司令官
- レナート・リッチ（イタリア語版）（1943年9月18日 - 1944年8月）

共和ファシスト党書記長
- アレッサンドロ・パヴォリーニ（イタリア語版）（1943年11月15日 - 1945年4月28日、1945年4月28日にパルチザンによって射殺）

## 関連作品
- 特攻大戦線（原題：Corvari） - 1970年のイタリア映画。第二次世界大戦中にイタリアでレジスタンス運動を繰り広げた実在の人物シルビオ・コルバリ（イタリア語版）の生涯を映画化しており[12]、デチマ・マス部隊と思しきエリート部隊が登場する。
- ソドムの市（原題：Salò o le 120 giornate di Sodoma） - 1976年のイタリア・フランス合作映画。ピエル・パオロ・パゾリーニ監督。マルキ・ド・サドの『ソドム百二十日あるいは淫蕩学校』を原作としており、パゾリーニは原作では18世紀のスイス山奥の城館であった舞台を20世紀のイタリアに置き換え、現代における権力と個人の関係、消費社会のメタファーに作りかえた。
- 激動ヨーロッパ戦線 ファシズム、ムッソリーニの野望（原題：La Guerra e Finita）- 2002年のイタリアのテレビ映画。後半にイタリア社会共和国軍のデチマ・マス部隊が登場する。
- フラッグ・オブ・ソルジャーズ 勝利なき戦場（原題：The Fallen）- 2004年のアメリカ映画。1944年秋のゴシック線をめぐる戦いを描いた映画。アメリカ軍、ドイツ国防軍、パルチザンのほか、イタリア社会共和国軍が登場する。
- うみねこのなく頃に - 2007年から2010年にかけてコミックマーケットにて頒布された同人サークルによる日本のビジュアルノベル作品シリーズ。敗戦前、サロ共和国から潜水艦で日本に極秘に持ち込まれたファシスト党の隠し資金である金のインゴット10トンが、物語の核心の一つとなっている。